# Губерт Ланц
Карл Губерт Ланц (нім. Karl Hubert Lanz; 22 травня 1896, Ентрінген — 12 травня 1982, Мюнхен) — німецький воєначальник, генерал гірсько-піхотних військ. Кавалер Лицарського хреста Залізного хреста з дубовим листям.

## Біографія
Учасник Першої світової війни, за бойові заслуги відзначений численними нагородами. Після демобілізації армії залишений у рейхсвері. З 1 жовтня 1938 року — командир 100-го гірського полку.
З 1 вересня 1939 року — начальник штабу 5-го військового округу. З 1 лютого 1940 року — начальник штабу 18-го армійського корпусу, який під час Французької кампанії воював у складі 9-ї армії. З 25 жовтня 1940 по 1 січня 1942 року — командир 1-ї гірської дивізії. Учасник боїв на південній ділянці радянсько-німецького фронту, бився під Києвом, Сталіно і на Дніпрі.
28 січня 1943 року під його командуванням в районі Харкова була сформована оперативна група «Ланц», куди увійшли рештки групи армій «B», а також щойно прибулий на Східний фронт танковий корпус СС. Група Ланца отримала наказ Адольфа Гітлера утримати Харків будь-якою ціною, а потім прориватись на Лозову, щоб полегшити становище лівого флангу групи армій «Південь». 15 лютого корпус СС під загрозою оточення залишив Харків, всупереч категоричному наказу Гітлера. Ланца не можна було звинуватити в діях есесівців, але 21 лютого він був замінений Вернером Кемпфом і призначений командиром 22-го гірського корпусу в Греції. На радянсько-німецький фронт Ланц ще раз ненадовго повернувся: в червні-липні 1943 року він замінив генерал-фельдмаршала Евальда фон Кляйста на посаді командувача групою армій «A». після цього Ланц повернувся до командування своїм корпусом, який в кінці війни був перекинутий у Югославію, а звідти — в Угорщину.
Після війни заарештований. 19 лютого 1948 році на Нюрнберзькому процесі у справі південно-східного командування був засуджений до 7 років позбавлення волі. 3 лютого 1951 року звільнений. Після звільнення вступив Вільну демократичну партію, був консультантом з військових питань і питань безпеки. з 1952 року — почесний голова Товариства ветеранів гірсько-піхотних військ і, одночасно, голова Товариства ветеранів 1-ї гірської дивізії.

## Звання
- Фанен-юнкер-унтер-офіцер (20 червня 1914)
- Фенріх (12 лютого 1914)
- Лейтенант (4 лютого 1915)
- Обер-лейтенант (18 жовтня 1918)
- Гауптман (1 лютого 1928)
- Майор (1 серпня 1934)
- Оберст-лейтенант (1 березня 1937)
- Оберст (27 серпня 1939)
- Генерал-майор (1 лютого 1940)
- Генерал-лейтенант (1 грудня 1942)
- Генерал гірсько-піхотних військ (26 січня 1943)

## Нагороди

### Перша світова війна
- Залізний хрест 2-го і 1-го класу
- Золота медаль «За військові заслуги» (Вюртемберг) (30 серпня 1915)
- Орден Фрідріха (Вюртемберг), лицарський хрест з мечами
- Орден «За військові заслуги» (Вюртемберг), лицарський хрест
- Хрест «За військові заслуги» (Австро-Угорщина) 3-го класу з мечами та військовою відзнакою
- Нагрудний знак «За поранення» в чорному

### Міжвоєнний період
- Орден Вітовта Великого, кавалерський хрест (Литва) (8 вересня 1933)
- Почесний хрест ветерана війни з мечами
- Медаль «За вислугу років у Вермахті» 4-го, 3-го, 2-го і 1-го класу (25 років)
- Нагрудний знак командира гірсько-піхотних частин

### Друга світова війна
- Застібка до Залізного хреста
  - 2-го класу (22 травня 1940)
  - 1-го класу (8 липня 1940)
- Лицарський хрест Залізного хреста з дубовим листям
  - Лицарський хрест (1 жовтня 1940)
  - Дубове листя (№160; 23 вересня 1942)